# Iliosakralgelenksarthrose

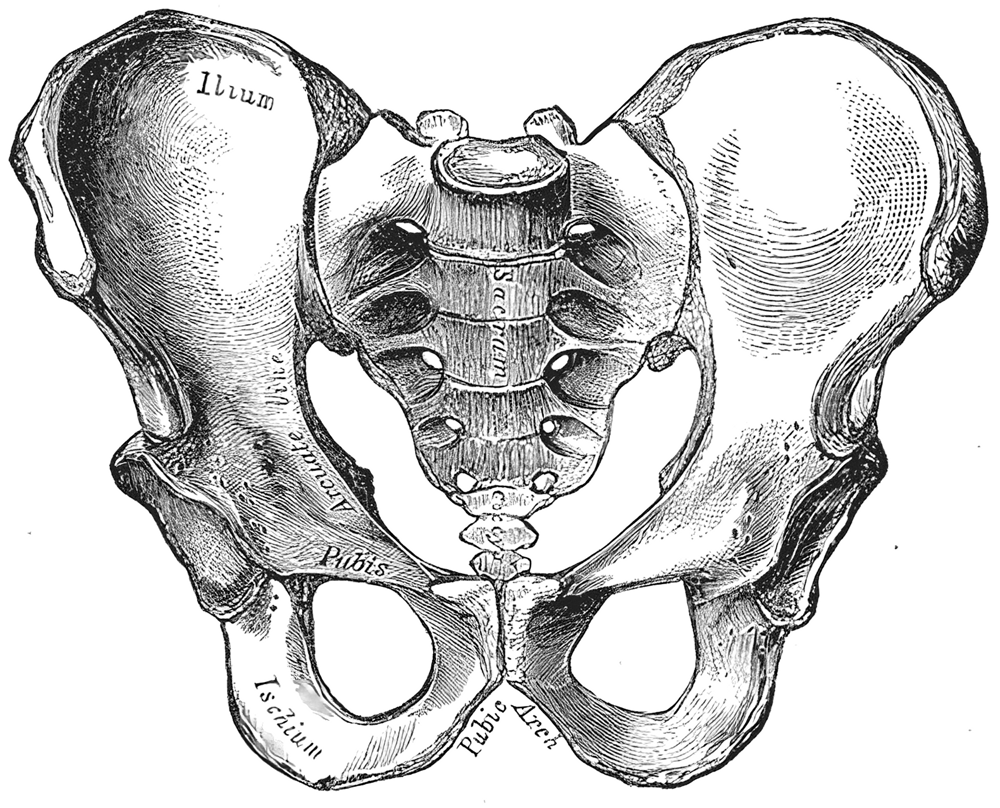
Kreuzbein und Becken des Menschen von vorn

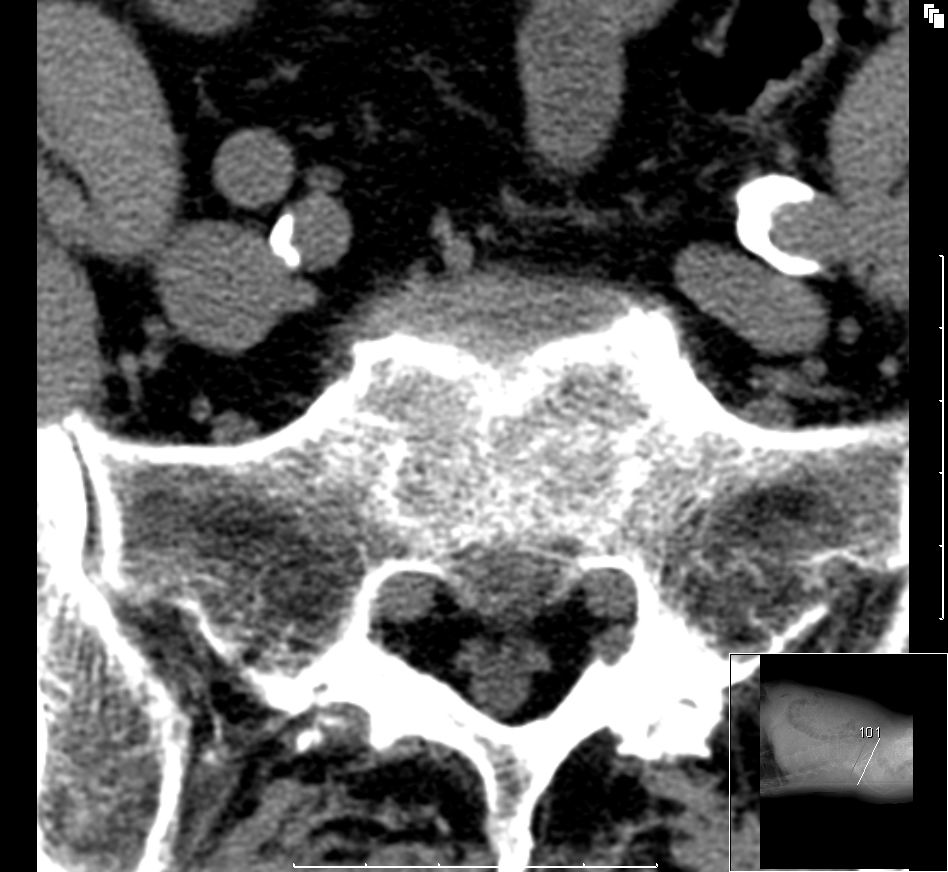
CT-Bild eines Schnittes durch die Kreuzbeinregion. Der dunkle Spalt am linken Bildrand ist das Gelenk, am oberen Ende ist ein Zacken als Hinweis auf den abgelaufenen Verschleiß. Unterhalb der Bildmitte sieht man den Wirbelkanal, darüber ist die Spongiosa des ersten Kreuzbeinsegments

Die Iliosakralgelenksarthrose ist eine Verschleißerkrankung (Arthrose) des Iliosakralgelenks (Kreuz-Darmbeingelenk).
Das knöcherne Becken bildet das Fundament, auf dem der Rest der Wirbelsäule aufbaut. Die durch den Lastwechsel beim Gehen entstehenden Kräfte werden über die Hüftgelenke in das Becken eingeleitet. Es kommt beim Lastwechsel zu kleinen Bewegungen des Beckens in sich. Diese Bewegungen finden in der Symphyse und den Kreuz-Darmbeingelenken statt.

## Symptome
Die bei einer Iliosakralgelenksarthrose entstehenden Schmerzen sind leicht mit einer Reizung des Ischias-Nervs zu verwechseln, der Schmerz kann in ein Bein oder auch in beide einstrahlen, es kann zu Störungen der Hautempfindung kommen, jeder Schritt schmerzt.

## Therapie
Wenn es zur Arthrose gekommen ist, sind die Behandlungsmöglichkeiten begrenzt. Vorbeugend können sogenannte Pufferabsätze sein oder Schuhe mit möglichst weichen Gummiabsätzen. Zur Schmerzbehandlung ist im Prinzip, auf den Einzelfall abgestimmt, die gesamte Palette der konservativen Orthopädie einsetzbar: die Physiotherapie mit Massagen und Krankengymnastik, Osteopathie, Reizstrom, aber auch lokale Infiltrationen, Akupunktur und eventuell systemische Medikamente wie nichtsteroidale Antirheumatika.
Des Weiteren steht eine operative Behandlungsmöglichkeit zur Verfügung, bei der der Gelenkspalt mittels eines schraubenförmigen Implantats gespreizt und nachfolgend die Ausbildung einer knöchernen Verbindung und Versteifung angestrebt wird (Distraktions-Interferenz-Arthrodese).